# Cylindromyia unguiculata
Cylindromyia unguiculata là một loài ruồi trong họ Tachinidae.